# Farma R.A.K. (3. řada)
Třetí řada amerického seriálu Farma R.A.K. byla vysílána na americké televizní stanici Disney Channel od 31. května 2013 do 21. března 2014. Řada má celkem 18 dílů.

## Hlavní postavy
- China Anne Mcclain jako Chyna Parks
- Sierra McCormick jako Olivke Doyle
- Jake Short jako Fletcher Quimby
- Stefanie Scott jako Lexi Reed
- Aedin Mincks jako Angus Chestnut

## Seznam dílů
| Č. v seriálu | Č. v sérii | Originální název          | Český název                       | Premiéra v USA     | Premiéra v ČR      | Režie            | Scénář                            |
| --- | ---------- | ------------------------- | --------------------------------- | ------------------ | ------------------ | ---------------- | --------------------------------- |
| 48 | 1          | trANTsferred, part 1      | Raci v internaci, část 1          | 31. května 2013    | 29. září 2013      | Rich Correll     | Dan Signer                        |
| Poznámka: Tato epizoda je 1. část dvojité epizody v USA vysílané jako hodinový speciál |            |                           |                                   |                    |                    |                  |                                   |
| 49 | 2          | trANTsferred, part 2      | Raci v internaci, část 2          | 31. května 2013    | 29. září 2013      | Rich Correll     | Dan Signer                        |
| Poznámka: Tato epizoda je 2. část dvojité epizody v USA vysílané jako hodinový speciál |            |                           |                                   |                    |                    |                  |                                   |
| 50 | 3          | independANTs              | Prakticky samostatní              | 7. června 2013     | 6. října 2013      | Rich Correll     | Stephen Engel                     |
| V nové škole neplatí pro raky téměř žádné zákazy a příkazy, což se nelíbí Olivce, protože ta má za to, že pravidla jsou vždy nutná. Chyně a také Fletcherovi se ale nový nespoutaný život líbí a chtějí samotné Olivce ukázat, jak jsou pravidla zbyteční. Brzy ale sami zjišťují, že měla Olivka pravdu a bez pravidel a systému se nedá žít. Chyna ale v žádné případe nechce Olivce přiznat, že se pletla. |            |                           |                                   |                    |                    |                  |                                   |
| 51 | 4          | animal husbANTry          | Zvířecí RAKfarma                  | 28. června 2013    | 13. října 2013     | Rich Correll     | Vincent Brown                     |
| Chyna má za úkol hlídat kachnu, která prý mluví. Když jí ale ztratí, je v koncích. Na školu přichází zatím Paisley. Pro pana Grundyho vymýšlí zcela nový návrh na mobil. Je až tak špatný, že sa Grundymu líbí. Lexi je naštvaná, že se místo ní věnuje její kamarádka tomuto návrhu a tak chce její úspěch překazit. Chybí: Aedin Mincks jako Angus Chesnut Speciální hostující hvězda: Chris Rock jako on sám |            |                           |                                   |                    |                    |                  |                                   |
| 52 | 5          | secret agANT              | Tajný RAKagent                    | 12. července 2013  | 10. listopadu 2013 | Adam Weissman    | Jeff Hodsden & Tim Pollock        |
| Chyna a Lexi bojují o přížeň mladého tajného agenta Dixona. Obě dělají vše pro to, aby ho získali. Které se to nakonec povede? Fletcher mezitím dává na radu Anguse a dává se dohromady s dívkou jménem Kennady. Vše ale dělá pouze pro to, aby Chyna začala žárlit. Kennedy to s ním ale myslí vážně a nehodlá se ho vzdát. Hostující hvězdy: Piper Curda jako Kennedy a Ben Winchell jako Dixon |            |                           |                                   |                    |                    |                  |                                   |
| 53 | 6          | past, presANT, and future | Minulost, přítomnost a budoucnost | 26. července 2013  | 7. prosince 2013   | Rich Correll     | Jeny Quine                        |
| Když se v přítomnosti objevuje mladý Zoltan Grundy z minulosti a zamiluje se do Chyny, chce zůstat s ní v této době. Současný Grundy ale začne díky tomu mizet a s ním také škola. Chyna se rozhodne vrátit se s mladým Zoltanem do roku 1986 a jít s ním na jeho ples, protože to je jediná možnost jak dostat mladého Zoltana do jeho doby a dát tak současnost do normálu. Když jsou už oba v jeho době a je po plese, Chyna se chce vrátit, no nemůže. Stroj času nefunguje! Dostane se vůbec z minulosti? Později se ukazuje, že se Chyně vše jen zdálo. Angus zatím zneužívá Lexi. |            |                           |                                   |                    |                    |                  |                                   |
| 54 | 7          | angus' first movemANT     | RAKetový hit                      | 2. srpna 2013      | 30. listopadu 2013 | Adam Weissman    | Mark Jordan Legan                 |
| Pan Grundy chce dostat na trh nový esemeskový tón. Chyna se chce chytit příležitosti a tak navrhuje hned několik tónů. Grundy ale není s jejími návrhy spokojen. Zalíbí se mu ovšem návrh Anguse. Z Anguse se stává hvězda a Chyna žárlí. Olivka mezitím dočte knihu a tak hledá novou činnost. Flether jí dá hádanku, kterou ale Olivka nedokáže vyřešit, což ji přivádí do šílenství. |            |                           |                                   |                    |                    |                  |                                   |
| 55 | 8          | unforseen circumstANTs    | Nepředvídatelné okolnosti         | 9. srpna 2013      | 22. prosince 2013  | Rich Correll     | Stephen Engel                     |
| Chyna zjišťuje, že ji Fletcherova holka Kennedy nemá ráda, protože na ní žárlí. Rozhodne se s ní tedy spřátelit a tak jí pomáhá uspořádat tajnou narozeninovou oslavu pro Fletchera. Když ho má Chyna zabavit než vše Kennedy připravý dojde k nedorozumění a Fletcher začne Chynu balit. Lexi zatím využívá naivní Olivku k uklízení pokojů a ještě bere za její služby peníze. |            |                           |                                   |                    |                    |                  |                                   |
| 56 | 9          | pANTs of fire             | Kraťasy v jednom ohňi             | 23. srpna 2013     | 29. prosince 2013  | Rich Correll     | Vincent Brown                     |
| Chyna se s Olivkou nudí a neví jak jí to říct. Jde si pro řadu k Dixonovi, omylem ale sní jeho tajné sérum pravdy. Nedokáže teď lhát. Do ještě horší situace se ale dostává když sní sérum proti pravdě a všem začne lhát. Díky lhaní ji chce Grundy dokonce vyhodit ze školy. Lexi učí Anguse slušným způsobům, jelikož je prý příbuzný s královskou rodinou. |            |                           |                                   |                    |                    |                  |                                   |
| 57 | 10         | product misplacemANT      | Skrytá reklama                    | 20. září 2013      | 6. dubna 2014      | Adam Weissman    | Jeny Quine                        |
| |            |                           |                                   |                    |                    |                  |                                   |
| 58 | 11         | uncanny resemblANTs       | Jako přes kopíRAK                 | 27. září 2013      | 13. dubna 2014     | Jon Rosenbaum    | Cindy Fang                        |
| Chybí: Aedin Mincks jako Angus Chesnut |            |                           |                                   |                    |                    |                  |                                   |
| 59 | 12         | mutANT farm 3             | Farma Mutantů                     | 4. října 2013      | 27. října 2013     | Rich Correll     | Tim Pollock, Jeff Hodsden         |
| Ve světě mutantů vězní zlá Winter všechny mutanty. Ty použijí portál a dostanou se do světa lidí. Když zjišťují, že ve světě lidí mají dvojníky - Chynu, Olivku, Fletchera, Anguse a Lexi, rozhodnou se je přelstít a poslat místo nich zpátky do jejich vězení ve světě mutantů. Mutantka Chyna si ale uvědomuje, že to byla chyba a chce jejich lidské dvojníky zachránit. Píseň: Calling All the Monsters |            |                           |                                   |                    |                    |                  |                                   |
| 60 | 13         | feature presANTation      | Tajné natáčení                    | 18. října 2013     | 27. dubna 2014     | Adam Weissman    | Amanda Steinhoff, Kat Lombard     |
| Hostující hvězdy: Carlon Jeffery jako Cameron Parks |            |                           |                                   |                    |                    |                  |                                   |
| 61 | 14         | finANTial crisis          | Finanční krize                    | 15. listopadu 2013 | 4. května 2014     | Eric Dean Seaton | Tim Pollock, Jeff Hodsden         |
| Hostující hvězdy: Tom Choi jako pan Hasimoto, Piper Curda jako Kennedy Van Buren/Kumiko Hashimoto. |            |                           |                                   |                    |                    |                  |                                   |
| 62 | 15         | silANT night              | Vánoce na dRAKa                   | 6. prosince 2013   | 15. prosince 2013  | Adam Weissman    | Mark Jordan Legan                 |
| Při výpadku proudu naběhne ve škole záložní systém, který řídí počítač v podobě hologramu pana Grundyho. Když musí pravý Grundy školu opustit, vládu přebírá právě tento počítač. Ten nesnáší Santu a Vánoce, proto celou budovu zamkne a všechny hodlá pustit až svátky skončí. Opravdu budou všichni raci trávit Vánoce uvězněni ve škole a bez svých nejbližších? Hostující hvězdy: Michael Wiesman jako Seth Píseň: Silent Night (Tichá noc) |            |                           |                                   |                    |                    |                  |                                   |
| 63 | 16         | unwANTed                  | KrátkozRAKá lest                  | 24. ledna 2014     | 11. května 2014    | Jon Rosenbaum    | Stephen Engel & Mark Jordan Legan |
| Hostující hvězdy: Emily Robinson jako Oksana |            |                           |                                   |                    |                    |                  |                                   |
| 64 | 17         | meANT to be?              | ZázRAKy v lásce                   | 28. února 2014     | 18. května 2014    | Phill Lewis      | Jeny Quine & Vincent Brown        |
| Hostující hvězdy: Piper Curda jako Kennedy/Kumiko Hashimoto, Michael Weisman jako Seth |            |                           |                                   |                    |                    |                  |                                   |
| 65 | 18         | the new york experiANTs   | ZázRAK v New Yourku               | 21. března 2014    | 25. května 2014    | Stephen Engel    | Dan Signer                        |
| Hostující hvězdy: Roshon Fegan jako Hudson a Dominic Burgess jako Zoltan Grundy Poznámka: Tato epizoda je poslední epizodou seriálu |            |                           |                                   |                    |                    |                  |                                   |